# Teateråret 2012

## Händelser
- Maj – Skådespelaren Mikael Persbrandt blir vid sidan av Agneta Villman ny ägare till och chef för Maximteatern i Stockholm.
- 14 maj – Uppmärksammat "Strindbergsår" med en mängd uppsättningar med mera över hela Sverige och internationellt med anledning av 100-årsjubileum sedan dramatikern, författaren, konstnären med mera August Strindbergs död 14 maj 1912.
- Maj-juni – Andra upplagan av Ingmar Bergman International Theatre Festival maj–juni vid Dramaten i Stockholm.

## Priser och utmärkelser
- Regissören och teaterchefen Carolina Frände tilldelades Thaliapriset 2012.

## Årets uppsättningar
- "Jag ringer mina bröder" av Jonas Hassen Khemiri, i regi av Farnaz Arbabi har urpremiär på Malmö stadsteater och turnerar sedan i Sverige med Riksteatern
- Ladykillers spelas på Gunnebo slottsteater.[1]

## Avlidna
- 25 februari – Erland Josephson, 88, svensk skådespelare, dramatiker, författare, regissör och före detta chef för Dramaten.[2]

### Fotnoter
1. ↑  ”Sista föreställningen av Ladykillers”. Gunnebo Slott och Trädgårdar. 5 mars 2014. Arkiverad från originalet den 18 januari 2014. https://archive.is/20140118091515/http://gunneboslott.se/blogg/41-gunnebo-slott/244-sista-foerestaellningen-av-ladykillers. Läst 18 januari 2014.
2. ↑  ”Erland Josephson död”. DN.se. 26 februari 2012. http://www.dn.se/kultur-noje/erland-josephson-dod/. Läst 6 juli 2013.